# Dysoxylum championii
Dysoxylum championii är en tvåhjärtbladig växtart som beskrevs av Hook. f. & Thoms. och Thw.. Dysoxylum championii ingår i släktet Dysoxylum och familjen Meliaceae. Inga underarter finns listade i Catalogue of Life.